# Astronesthes dupliglandis
Astronesthes dupliglandis es una especie de pez de la familia Stomiidae en el orden de los Stomiiformes.

## Morfología
• Los machos pueden llegar alcanzar los 7,2 cm de longitud total.

## Hábitat
Es un pez de mar y de aguas profundas que vive entre 70-700 m de profundidad.

## Distribución geográfica
Se encuentra en el Mar de Sulu y en el Pacífico  ecuatorial.